# Митчелл, Джеймс (футболист, 1897)
Джеймс Фредерик Митчелл (англ. James Frederick Mitchell; 18 ноября 1897 — 30 мая 1975) — английский футбольный вратарь.

## Ранние годы
Митчелл родился в Манчестере 18 ноября 1897 года. Закончил Арнольдскую среднюю школу и Манчестерский университет.

## Клубная карьера
Начал футбольную карьеру в «Блэкпуле» в 1914 году в возрасте 17 лет, сыграв за команду 5 матчей в сезоне 1914/15, подменяя основного вратаря Джимми Кидда. Его дебют в основном составе «Блэкпула» состоялся 20 марта 1915 года в матче Второго дивизиона против «Линкольн Сити» на стадионе «Блумфилд Роуд». В следующих трёх матчах «Блэкпула» в воротах сыграл Фред Томпсон, после чего Митчелл провёл финальные четыре матча сезона.
Дальнейшая футбольная карьера Митчелла была прервана Первой мировой войной. В сезоне 1915/16 сыграл за «Блэкпул» девять стартовых матчей в Главном турнире Ланкашира (неофициальный футбольный турнир, организованный во время Первой мировой войны), но затем оставшиеся 27 матчей в этом турнире сыграл Джимми Кидд. После войны Митчелл перешёл в клуб «Нордерн Номадс», выступавший в Комбинации Ланкашира.
В 1920 году Митчелл вернулся в Футбольную лигу, подписав контракт с клубом «Престон Норт Энд». В сезоне 1920/21 провёл за команду семь матчей, пять из которых — в лиге (Первый дивизион). В сезоне 1922/23 провёл 16 матчей в лиге и ещё шесть — в Кубке Англии, включая финал, который прошёл 29 апреля 1922 года. «Престон Норт Энд» проиграл клубу «Хаддерсфилд Таун» с минимальным счётом 0:1 после гола, забитого Билли Смитом с пенальти. Пенальти был спорным: возможно, нарушение правил произошло за пределами штрафной площади «Престона». Митчелл играл в очках, став первым и единственным в истории финалов Кубка Англии футболистом, вышедшим на поле в очках. На его голове была повязана сине-белая бандана, которая, по его заверениям, помогала защищать его очки от дождя, а также ей было удобно вытирать пот со лба в солнечную погоду. Когда Билли Смит готовился к исполнению одиннадцатиметрового удара, вратарь «Престона» Митчелл подпрыгивал на месте и «танцевал на линии ворот, махая руками в напрасных попытках сбить Смита с толку». Билли Смита не смутили действия вратаря соперника: он спокойно исполнил одиннадцатиметровый удар, забив единственный гол в этом матче. Это был первый финал Кубка Англии, исход которого решил одиннадцатиметровый удар. После финала Кубка Англии его «попросили уйти», и в мае 1922 года он перешёл в «Манчестер Сити».
Митчелл дебютировал за «Манчестер Сити» 9 сентября 1922 года в матче против «Бирмингема». Выступал за клуб с 1922 по 1926 год, сыграв за клуб 109 матчей (99 — в лиге и ещё 10 — в Кубке Англии). В сезоне 1925/26 провёл за «Сити» 17 матчей в лиге, по итогам сезона команда заняла 21-е место в Первом дивизионе и выбыла во Второй дивизион. После этого Митчелл покинул клуб.
6 октября 1924 года сыграл в Суперкубке Англии за команду «любителей», проигравшую команде «профессионалов» со счётом 1:3.
В октябре 1926 года Митчелл перешёл в «Лестер Сити», однако в основном составе так и не сыграл. В 1927 году объявил о завершении карьеры.

## Карьера в сборной
В 1920 году Митчелл сыграл за олимпийскую сборную Великобритании на Летних Олимпийских играх в Бельгии. Сыграл на турнире один матч 28 августа 1920 года против Норвегии.
22 октября 1924 года провёл свой единственный матч за сборную Англии: это была игра против сборной Ирландии, в которой англичане одержали победу со счётом 3:1. Матч прошёл на стадионе «Гудисон Парк» в Ливерпуле, это была игра Домашнего чемпионата Британии сезона 1924/25. В том матче, как и в финале Кубка Англии 1922 года, Митчелл также был в очках. Он остаётся единственным игроком футбольной сборной Англии, надевшим очки в официальном матче.
Также выступал за любительскую сборную Англии, сыграв за неё 6 матчей.

## Личная жизнь
Умер 30 мая 1975 года в возрасте 77 лет.
Его отец, Генри Митчелл, был «всемирно известным бильярдистом».